# Kulturni materijalizam
Kulturni materijalizam je antropološko tumačenje društva koje se osniva na pretpostavci da je društveni život ljudi odgovor na praktične probleme zemaljskog čovjeka. Ovaj pristup u svojoj knjizi Uspon antropološke misli izlaže Marvin Harris, a ideja nastaje pod utjecajem Marksovih i Engelsovih spisa, te učenja Thomasa Malthusa.
To je načelo tehnološko-okolišnog determinizma koje ističe da slična društva nastaju zbog sličnosti okolišnih uvjeta u kojima se razvijaju. Harris naglašava pojam infrastrukture koju definira kao tehnološke, gospodarske, demografske djelatnosti i okolišne prilike neposredno povezane s održavanjem zdravlja i blagostanja kroz društveni nadzor nad proizvodnjom i reprodukcijom. On ne tvrdi da su strukturalna ili simolično-idejna područja nevažna za razumijevanje kulturnih promjena, već tvrdi da će invacije u infrastrukturi prije prouzročiti promjene u ostalim područjima nego obrnuto.

## Vanjske poveznice
- Cultural-Materialism.org  Arhivirana inačica izvorne stranice od 30. svibnja 2009. (Wayback Machine) — Stranica posvećena kulturnom materijalizmu